# Colnect
Colnect Collectors Club Community est un site web qui permet a ses collectionneurs d'organiser leurs collections personnelles avec des catalogues Wiki[pas clair] et de regrouper automatiquement leurs listes d'échange et mancolistes (liste d'articles recherchés) avec celles d'autres collectionneurs. 
Le catalogue de télécartes de Colnect est le plus important du monde.

## Histoire
Colnect a été créé en 2003 par Amir Wald, sous le nom d’« Islands Phonecards Database ». En 2008, les timbres et les monnaies ont été ajoutés aux télécartes.
Le 25 avril 2009, Colnect a gagné le concours « European Startup 2.0 » parmi 200 concurrents et 11 finalistes,.
Le 23 mai 2009, les capsules de bouteilles ont été ajoutées à Colnect, et depuis d'autres collections s'ajoutent  régulièrement.
Tableau des collections actuelles.
| Objet de collection        | Ajouté          | Nombre d'objets | Lien vers le catalogue                  |
| -------------------------- | --------------- | --------------- | --------------------------------------- |
| Télécartes                 | avril 2002      | +869 123,       | Catalogue de télécartes                 |
| Timbres                    | septembre 2008  | +1 435 903,     | Catalogue de timbres                    |
| Monnaies                   | septembre 2008  | +194 366,       | Catalogue des monnaies                  |
| Billets de banque          | mai 2009        | +154 280,       | Catalogue des billets de banque         |
| Capsules de bouteilles     | mai 2009        | +63 465,        | Catalogue des capsules de bouteilles    |
| Autocollants               | juillet 2012    | +147 806,       | Catalogue d'autocollants                |
| Calendrier de poche        | juillet 2012    | +155 392,       | Catalogue de calendrier de poche        |
| Sachets de thé             | août 2009       | +161 736,       | Catalogue de sachets de thé             |
| Étiquettes de thé          | avril 2013      | +30 609,        | Catalogue d'étiquettes de thé           |
| Cartes bancaires           | novembre 2009   | +71 993,        | Catalogue de cartes bancaire            |
| Tickets de transport       | novembre 2009   | +100 982,       | Catalogue des tickets de transport      |
| Cartes magnétiques d’hôtel | novembre 2009   | +144 631,       | Catalogue de cartes magnétiques d'hôtel |
| Cartes Postales            | décembre 2009   | +388 269,       | Catalogue de cartes postales            |
| Cartes cadeaux             | juin 2010       | +289 732,       | Catalogue de cartes cadeaux             |
| Cartes casino              | juin 2010       | +3 340,         | Catalogue de cartes casino              |
| Sous-bocks de bière        | juin 2010       | +174 651,       | Catalogue de sous-bocks de bière        |
| Jetons                     | juin 2010       | +65 378,        | Catalogue de Jetons                     |
| Cartes de jeux - TCG's     | juin 2010       | +267 252,       | Catalogue de cartes de jeux             |
| Sachets de sucre           | juin 2010       | +139 322,       | Catalogue Sachets de sucre              |
| Sets Lego                  | août 2012       | +24 663,        | Catalogue Sets Lego                     |
| Jeux vidéo                 | décembre 185027 | +2 700,         | Catalogue Jeux vidéo                    |
| Cartes multi-fonctions     | janvier 2013    | +78 064,        | Catalogue cartes multi-fonctions        |
| Étiquettes de boissons     | janvier 2013    | +310 954,       | Catalogue étiquettes de boissons        |
| Médailles                  | mars 2013       | +33 407,        | Catalogue de médailles                  |
| Billets de loterie         | janvier 2013    | +58 130,        | Catalogue de billets de loterie         |
| Autocollants de fruits     |                 | +22 119,        |                                         |
| Bague de cigares           |                 | +46 288,        |                                         |
| Billets d'entrée           |                 | +20 359,        |                                         |
| Cartes de sécurité         |                 | +5 798,         |                                         |
| Cartes de sports           |                 | +1 315 399,     |                                         |
| Comics                     |                 | +46 065,        |                                         |
| Disque de musique          |                 | +12 306 436,    |                                         |
| Emballages de chocolats    |                 | +41 389,        |                                         |
| Images Saintes             |                 | +16 106,        |                                         |
| Jouets de repas            |                 | +112 205,       |                                         |
| Magazines                  |                 | +19 062,        |                                         |
| Marque pages               |                 | +25 862,        |                                         |
| Modèles réduits            |                 | +11 995,        |                                         |
| Opercules de coupelles     |                 | +79 034,        |                                         |
| Paquets de cigarettes      |                 | +28 716,        |                                         |
| Pin's                      |                 | +44 091,        |                                         |
| Produits philatéliques     |                 | +181 703,       |                                         |
| Serviettes en papier       |                 | +42 107,        |                                         |
| Trombones                  |                 | +97 921,        |                                         |
| Etiquettes des aliments    |                 | +45 051,        |                                         |

## Les catalogues
Les utilisateurs de Colnect créent des catalogues de collections. Les collaborateurs ajoutent des nouveaux objets de collection, et les éditeurs bénévoles les vérifient. Tous les collectionneurs peuvent ajouter leurs commentaires aux objets des catalogues, mais seuls les éditeurs de confiance sélectionnés par Colnect peuvent faire des modifications réelles.
Un collectionneur peut utiliser les catalogues pour organiser sa collection personnelle en cochant chaque objet sur sa liste de collection, sa liste d'échange, ou sa mancoliste.

## Statistiques
Le site est utilisé par des collectionneurs de 113 pays. 
En juin 2009, les collectionneurs avaient coché plus de 11 millions d’objets: 6,6 millions dans les mancolistes, 4 millions dans les collections, et 800 000 autres dans les listes d'échange.

## Récompenses
Le 25 avril 2009, Colnect a été le gagnant européen d'une compétition d'environ 200 sociétés, parmi 11 finalistes.
Le 31 décembre 2009, Colnect était second proche[pas clair] dans la compétition TechAviv Peer Awards startup companies. Il a perdu à 5 min près d'un seul vote.[pas clair]